# Егремон (Ивиј)
Егремон (фр. Aigremont (Yvelines)) је насељено место у Француској у региону Париски регион, у департману Ивлен.
По подацима из 2011. године у општини је живело 1105 становника, а густина насељености је износила 276,25 становника/km².

## Демографија
| 1962. | 1968. | 1975. | 1982. | 1990. | 2011. |
| ----- | ----- | ----- | ----- | ----- | ----- |
| 280   | 262   | 406   | 864   | 914   | 1.105 |